# Ogmios miestas

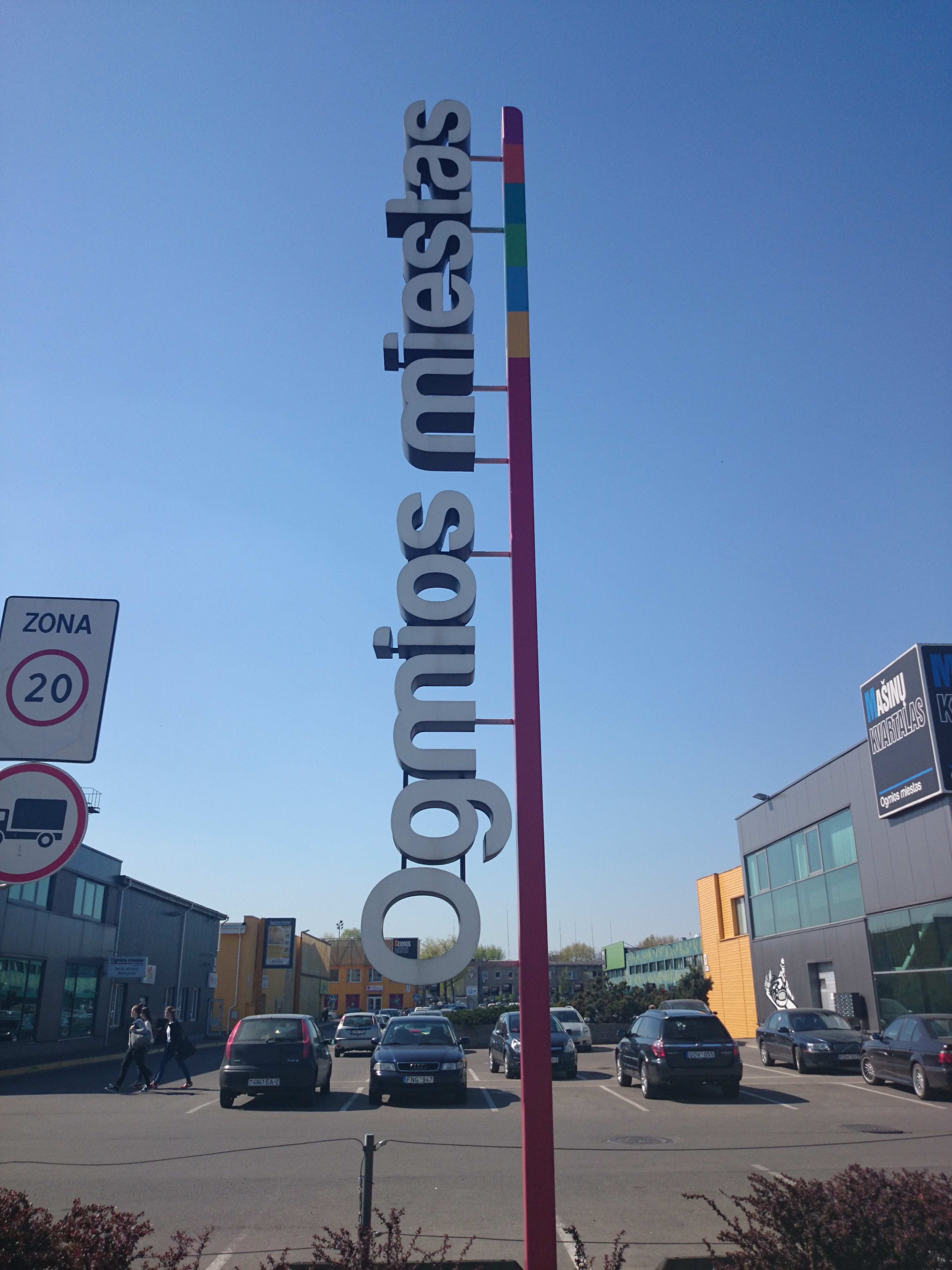
Zufahrt

Ogmios miestas (dt. 'Ogmios-Stadt') ist ein Einkaufszentrum in Vilnius-Žirmūnai, Litauen. Das Unternehmen ist AB „Ogmios centras“, gegründet am 15. März 1993. Es verwaltet das Handelszentrum. Das Einkaufszentrum wurde als „Ogmios prekybos miestas“ (OPM) eingerichtet.

## Fläche
Die Gesamtfläche beträgt 20 Hektar. Es ist in die Gebiete „Mašinų kvartalas“, „Šeimos aikštė“, „Interjero alėja“, „Ūkio kiemas“, „Namų skveras“ unterteilt.
Die Bruttofläche des eigentlichen Einkaufszentrums beträgt 43.000 Quadratmeter. Es gibt 150 Händler-Standorte sowie einige Cafés und Restaurants.
Im Juli 2010 wurde das Kinder-Spielzentrum „Bambolinas“ geöffnet. Es beträgt 1600 Quadratmeter. Gleichzeitig können bis zu 300 Kinder im Alter von 1 bis 14 Jahren spielen.